# Doc Hammer
Eric Hammer (nascido em 2 de fevereiro de 1967), conhecido profissionalmente como Doc Hammer, é um dobrador, músico, escritor e artista americano. Ele  apresentou-se nas bandas de rock gótico Requiem in White de 1985 a 1995 e Mors Syphilitica de 1995 a 2002, ambos com sua então esposa Lisa Hammer. Seus créditos cinematográficos incluem vários projetos de Lisa – lançados por meio de sua própria produtora, Blessed Elysium – nos quais ele participou como escritor, ator, compositor, designer e artista de efeitos visuais. Ele também compôs a música para o filme de 1997 A, B, C... Manhattan. Ele e Christopher McCulloch são os co-criadores, escritores e editores da série animada de televisão The Venture Bros. (2004–2020), na qual Hammer dá voz a vários personagens recorrentes, incluindo Billy Quizboy, Henchman 21, Dr. e Dermott Fictel. O show é produzido pela empresa de Hammer e McCulloch, Astro-Base Go. Hammer também é o guitarrista e vocalista da banda Weep, formada em 2008. Em 2021, Hammer fundou a banda Pageant Girls com a vocalista Ivy Jaff.

## Infância
Hammer nasceu em Ledyard, Connecticut..Ele afirmou que o seu cabelo cresce naturalmente em preto e loiro, uma condição que ele atribui a "um problema de pigmentação ou uma marca de nascença ou algo assim. Mas o meu cabelo é naturalmente assim... meio.. Porque as minhas sobrancelhas são pretas, eu costumava tingir a minha cabeça inteira com essa cor ,além disso, eu costumava gostar de parecer o Drácula por algum motivo idiota." Ele vive com doença de meniere,  que pode afetar a audição e o equilíbrio. Ele é um pintor a óleo autodidata..

## Vida pessoal
Ele adotou o pseudónimo"Doc" em meados dos anos 2000.
Em Julho de  2018, a Dark Horse Books, uma divisão da Dark Horse Comics, publicou Go Team Venture!: The Art and Making of The Venture Bros. O livro, escrito por Hammer, Christopher McCulloch, e Kenneth Plume detalha toda a história da criação de The Venture Bros.episódio por episódio da temporada um à seis.

## Filmografia

### Filmes
| Ano  | Título                    | Papel                                                                            |
| ---- | ------------------------- | -------------------------------------------------------------------------------- |
| 1989 | Not Farewell, Sweet Flesh | ator (Rofocale)                                                                  |
| 1990 | The Wuby Opening          | [ 4 ]                                                                            |
| 1990 | Lorenzo et Lorenzo        | [ 4 ]                                                                            |
| 1990 | The Emasculator           | [ 4 ]                                                                            |
| 1991 | Pussbucket                | ator (Corned Beef), compositor, adereços, designer de cenário, efeitos especiais |
| 1994 | The Fox and Hound         | [ 4 ]                                                                            |
| 1994 | The Changeling            | [ 4 ]                                                                            |
| 1997 | A, B, C... Manhattan      | compositor                                                                       |
| 1999 | Crawley                   | escritor, ator (Crawley), efeitos visuais                                        |
| 2004 | Period Piece              | editor, efeitos visuais                                                          |
| 2011 | Pox                       | ator (Rodney Carmichael)                                                         |

### Televisão
| Ano       | Título            | Papel |
| --------- | ----------------- | --- |
| 2004–2020 | The Venture Bros. | escritor (34 episodes), ator de voz (Billy Quizboy, Henchman 21, Doctor Girlfriend, Kevin, Ward, Dermott Fictel), editor, música |